# نيغرار
نيغرار (بالإيطالية: Negrar) كومونا (بلدية) في مقاطعة فيرونا الواقعة بالإقليم الإيطالي فينيتو، تقع على بعد حوالي 110 كيلومتر (68 ميل) غرب البندقية وحوالي 12 كيلومتر (7 ميل) شمالي فيرونا.

## السكان
في سنة 1871 بلغ عدد السكان 5٬261 نسمة، وتطور العدد ليصل في سنة 2011 لـ 16٬935 نسمة.
يظهر هذا المخطط البياني تطور النمو السكاني لـ نيغرار

## تاريخ
في عصور ما قبل التاريخ، كانت مركز حضارة أرسناتي، ليست معروفة سكانيًا بالأصول المختلطة. في العصور الوسطى كانت بلدية حرة حتى أحتلت من قبل ديلا سكالا فيرونا (القرن الرابع عشر). لاحقًا أصبحت جزءًا من جمهورية البندقية، والتي بموجبها، سنة 1791، حصلت على رخصة لإقامة سوق للماشية.

## الاقتصاد
نيغرار وقراها مكرسة أساسًا لزراعة الكرز، الكروم والفواكه، وصناعة النبيذ.

## أشخاص بارزين
- ماتيو ماناسيرو - لاعب جولف محترف
- بيترو بوسيلي - عارض أزياء ولياقة بدنيّة

## أعلام
- إيمانويل فيناتو
- ماتيو ماناسيرو
- بييترو بوزيلي
- داميانو توماسي
- دافيد فورمولو

## روابط إضافية
- الموقع الرسمي